# Koruna (Svitavyi járás)
Koruna település Csehországban, a Svitavyi járásban. Koruna Hynčina, Krasíkov, Tatenice és Třebařov településekkel határos. Lakosainak száma 157 fő (2024. január 1.).

## Népesség
A település lakosságának változását az alábbi diagram mutatja:
| Lakosok száma | 269  | 241  | 200  | 259  | 151  | 132  | 139  | 145  | 155  | 157  |
|               | 1869 | 1890 | 1921 | 1950 | 1980 | 2001 | 2017 | 2019 | 2022 | 2024 |